# Mikołaj Mikołajewicz Skinder
Mikołaj Mikołajewicz Skinder herbu Rawicz (zm. przed  2 lutego 1607 roku) – sędzia ziemski lidzki w latach 1586-1607, deputat na Trybunał Główny Wielkiego Księstwa Litewskiego w 1582 i 1588 roku.
Poseł na sejm 1570 roku z województwa wileńskiego.